# Maison de l'armée à Valjevo
La maison de l'armée à Valjevo (en serbe cyrillique : Дом војске у Ваљеву ; en serbe latin : Dom vojske u Valjevu) se trouve à Valjevo, dans le district de Kolubara, en Serbie. Elle est inscrite sur la liste des monuments culturels protégés de la république de Serbie (identifiant no SK 2196),.

## Présentation
Situé à l'angle des rues Karađorđeva et Pop Lukine, le bâtiment a été construit entre 1928 et 1930 selon un projet de l'architecte Veljko Milošević pour abriter la maison des officiers de la ville. Il est caractéristique du style académique.
L'édifice est constitué d'un rez-de-chaussée et d'un étage ; ses fondations et son soubassement sont en pierres et les murs sont construits en briques. La façade angulaire prend la forme d'une demie rotonde, avec un dôme particulièrement accentué ; au-dessus du portail principal s'ouvre un balcon muni d'une balustrade, dont les balustres sont repris au sommet du bâtiment à titre décoratif. Le hall de cette façade centrale relie les deux ailes latérales situées dans l'alignement des rues.